# Hodscha-Gaukuschan-Komplex

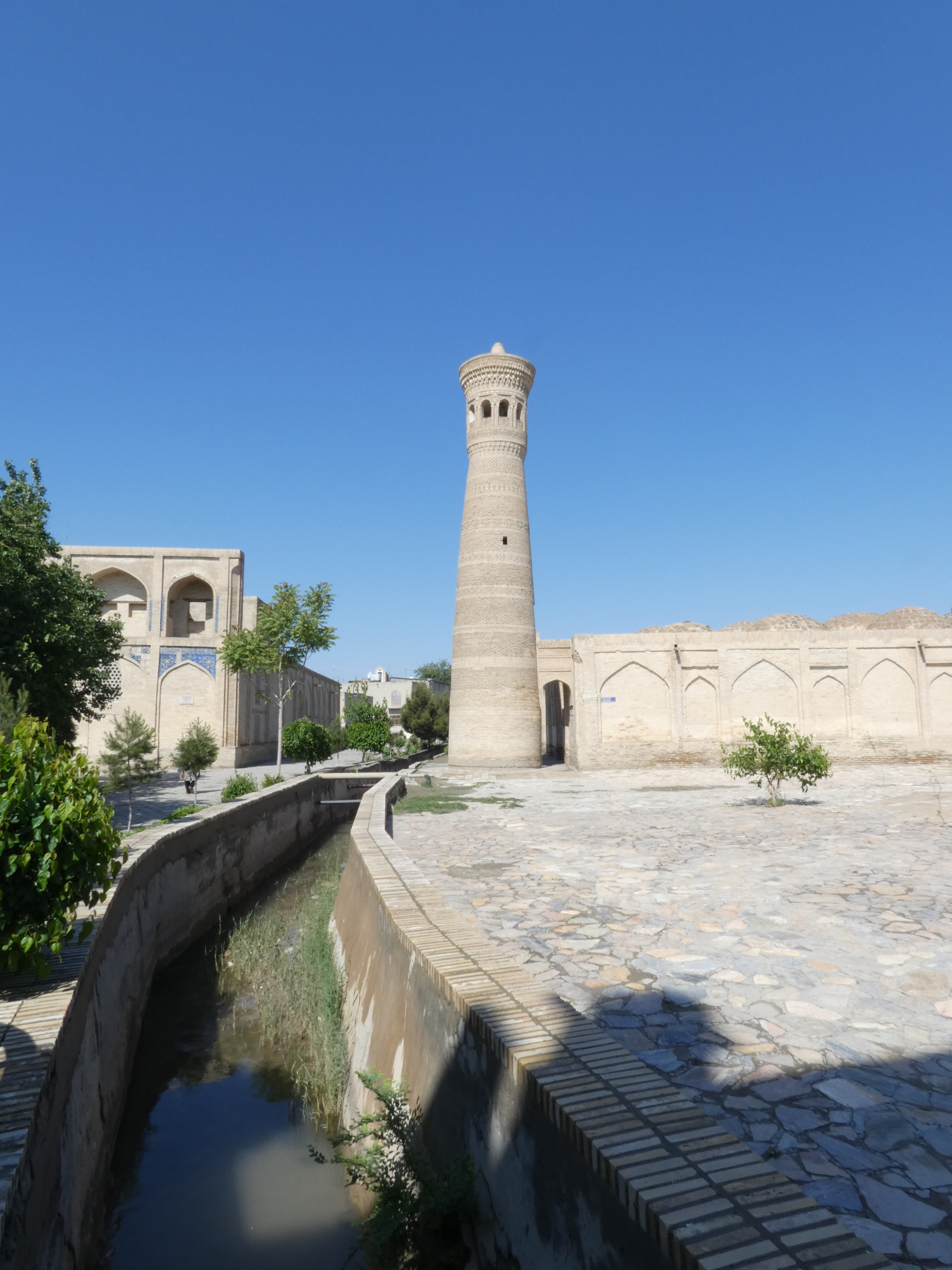
Mittig das Minarett, links ein Teil der Medrese, rechts ein Teil der Moschee

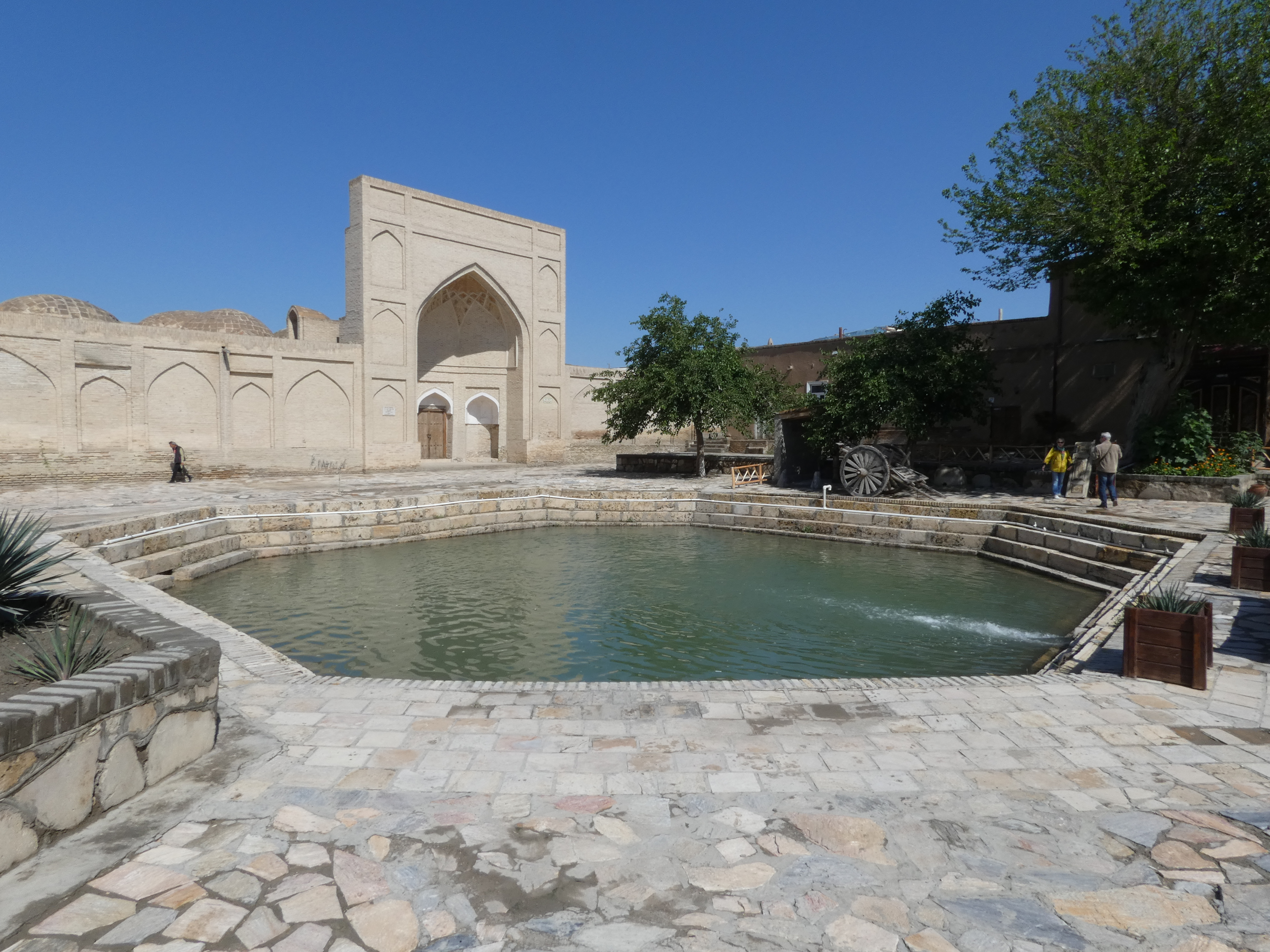
Die Moschee an dem steinernen Wasserteich

Der Hodscha-Gaukuschan-Komplex, auch Hodscha-Kalon-Komplex genannt, ist ein Bauensemble in der historischen Altstadt Bucharas und mit dieser Teil des UNESCO-Welterbes. Es besteht aus einer Madrasa, einer Moschee und einem Minarett an einem der für die Stadt typischen steingefassten Teiche (Hovuz).

## Bauensemble
Das Bauensemble liegt sich im historischen Zentrum von Buxoro etwa 300 Meter südlich des Ensembles Poi Kalon und 200 Meter westlich der Handelskuppel Toqi Sarrofon hinter Bauwerken russischer Architektur des 19. und frühen 20. Jahrhunderts. Das Ensemble ist westlich eines steingefassten Wasserteichs angeordnet. Der Name Gaukuschan (zu deutsch den Stier Schlagende) geht darauf zurück, dass sich an dieser Stelle bis zum 16. Jahrhundert ein Schlachthof befand.
Der Komplex entstand im 16. Jahrhundert. Zunächst wurde 1570 an der Straßenkreuzung eine Medrese errichtet. Später wurde nördlich davon auf Weisung des Dschurabar-Scheichs Hodscha Sa'ad eine Moschee gebaut. Es handelte sich um eine Freitagsmoschee, die Hodscha-Moschee genannt wurde. Der offizielle Name ist Xo'ja Kalon masjidi (Hodscha-Kalon-Moschee).
Zwischen Medrese und Moschee verläuft der Schahrud, ein antiker steinerner Kanal. Am Rand des Kanals wurde neben der Moschee ein auffälliges Minarett errichtet. Es ist eine Nachbildung des Kalon-Minaretts, wobei es mit einer Höhe von 19,5 Metern erheblich kleiner als das Vorbild ist. Der Sockel hat einen Durchmesser von 4,8 Meter.